# Régine Veronnet
Régine Veronnet (Dijon, 15 de noviembre de 1929) es una deportista francesa que compitió en esgrima, especialista en la modalidad de florete. Ganó cinco medallas en el Campeonato Mundial de Esgrima entre los años 1953 y 1958.

## Palmarés internacional
| Campeonato Mundial | Campeonato Mundial          | Campeonato Mundial | Campeonato Mundial  |
| Año                | Lugar                       | Medalla            | Prueba              |
| ------------------ | --------------------------- | ------------------ | ------------------- |
| 1953               | Bruselas (Bélgica)          | Medalla de plata   | Florete por equipos |
| 1954               | Luxemburgo (Luxemburgo)     | Medalla de bronce  | Florete por equipos |
| 1955               | Roma (Italia)               | Medalla de plata   | Florete por equipos |
| 1956               | Londres (Reino Unido)       | Medalla de plata   | Florete por equipos |
| 1958               | Filadelfia (Estados Unidos) | Medalla de bronce  | Florete por equipos |